# John Carruthers (cầu thủ bóng đá)
John Clement Carruthers (1900–1959) là một cầu thủ bóng đá người Anh. Là một tiền đạo trung tâm sinh ra ở Howden-on-Tyne, ông thi đấu ở Football League cho South Shields, Bradford City, Blackpool và Crewe Alexandra, cũng như với Preston Colliery.